# Thallarcha lochaga
Thallarcha lochaga är en fjärilsart som beskrevs av Edward Meyrick 1886. Thallarcha lochaga ingår i släktet Thallarcha och familjen björnspinnare. Inga underarter finns listade i Catalogue of Life.